# 幼なじみが絶対に負けないラブコメ
『幼なじみが絶対に負けないラブコメ』（おさななじみがぜったいにまけないラブコメ）は、二丸修一による日本のライトノベルおよびそれを原作とするメディアミックス作品。イラスト担当はしぐれうい。電撃文庫（KADOKAWA）より2019年6月から2025年2月まで刊行された。略称は「おさまけ」。「このライトノベルがすごい!2020」において、文庫部門総合5位、新作2位を獲得した。2025年2月時点でシリーズ累計部数は150万部を突破している。
「復讐」という表のテーマと合わせて、ヒロインに持たせる裏のテーマが「負けヒロインが勝つ」となっている作品のため、劇中では幼なじみのヒロインをメインとする物語が展開されている。

## あらすじ
私立穂積野高校1年生の可知白草は、現役高校生作家でとてつもない美人であり、学校でも有名であった。同じ高校に通う丸末晴は、噂に聞いた彼女の小説を読んで率直に感動し、偶然得た機会で前から本人に直接伝えたかった小説の感想を伝えることに成功する。クールで気難しい性格の白草だが、彼女はそれに対し、微笑みを浮かべて感謝を述べたのだった。このとき、末晴は白草に初恋をした。
時は流れ、2年生の2学期。末晴は、隣の家に住む幼なじみで優しくてみんなから好かれている志田黒羽、そして白草と同じクラスになる。末晴はもうすぐ行われる文化祭のイベント「告白祭」をどうするか悩んでいたが、相手を白草にしようと心の中で考えていた。しかし実は夏休み前、末晴は黒羽からの本気の告白を断っていたのだった。そんな中更に末晴は、白草に、親が有名人で、芸能界で芝居もしているイケメンの彼氏（阿部充）ができたことを知り、とても悔しい思いをする。末晴は黒羽に、白草が好きだという気持ちと悔しさを伝えると、黒羽は「復讐」を末晴に持ち掛けた。それは、阿部を見返してやろうという内容だった。そして、周りに凡人だと思われている末晴はかつて、天才子役であったことが作品内で判明する。白草への復讐について末晴は、同じクラスで仲の良い甲斐哲彦と話し合って、得意な演技を告白祭で披露し、阿部を越えることを企画する。そしてその脚本は、事情を一部しか知らない白草が担当することになる。更に実は、白草は子役時代の末晴のファンであり、当時、ある一緒に遊べる機会に遊んだ際、白草の書いた物語の主人公を末晴が演じることを約束したこと、そして現在まで末晴のことがずっと好きであり、阿部と付き合っているのは嘘であることが判明する。そしてその後、その事実を白草本人より末晴が知ることとなる。末晴は告白祭で復讐の成功を目指し、そして告白祭でとある結論を出す。
後日その様子は哲彦により、彼の作った「群青チャンネル」に動画としてアップされる。芸能界で末晴の妹のような存在であった桃坂真理愛は、それを観て末晴達の前に現れ、恋敵である黒羽と白草に宣戦布告するのだった。
以降、末晴と、黒羽・白草・真理愛を中心とした四角関係の恋愛争奪戦や、そこに哲彦と、後輩である浅黄玲奈を加えた、動画を群青チャンネルで配信する団体、「群青同盟」による天才子役・丸末晴の物語が繰り広げられていく。

## 登場人物
声の項はスペシャルムービー、ドラマCD、テレビアニメ版における担当声優。

### 穂積野高校

#### 群青同盟（エンタメ部）
丸 末晴（まる すえはる）
声 - 松岡禎丞、小市眞琴（少年）
本作の主人公。二年B組。元天才子役。群青同盟での役職名は「正直すぎて残念」。ナイーブな所があり、目の前で母・有紗（ありさ）（声 - 杉山里穂）を芝居中の事故で亡くしたショックで演技ができなくなったり、慣れない色恋沙汰に翻弄されたりしている。また自他ともに認めるスケベで、女子相手にも平気で下ネタを口にする。役職名の通りかなりの正直者で裏表無いため哲彦とは違いクラスの女性陣にも嫌われておらず、むしろさり気なく気を使うことが上手いため関わりのある一部の女性には人気が高い。群青同盟のメンバーの中では（仕事が忙しくて勉強してこなかった真理愛は別として）唯一頭が悪い。
長いブランクとトラウマのため演技力は衰えているものの、しなやかな動きと飲み込みのよさは変わらず、ストイックな姿勢と演じている姿に魅了される人間は多く、子役時代を知る人達には復帰を期待する人も多い。
父・国光（くにみつ）（声 - 宮﨑聡）はスタントマンのため、全国を飛び回っており家にいないことが多い。
名前の由来は『ファイアーエムブレム』の登場キャラクターのマルス。
著者・二丸修一は読者に馬鹿な部分と最後はしっかりときめる部分のギャップを感じてもらいたいという意図を持って描いている。
志田 黒羽（しだ くろは）
声 - 水瀬いのり
本作のメインヒロインの一人。二年B組。末晴の幼なじみで家が隣同士。四姉妹の長女。愛称は「クロ」。バドミントン部所属。クローバーの髪飾りを付けており、名前はそこからきている。群青同盟での役職名は「黒幕」。
「ロリ可愛」と評される容姿と世話好きな人柄から人気がある。末晴に好意を抱いており、振り向かせるために策を張り巡らせている。恋のライバルである白草や真理愛と張り合うこともある。元々末晴の姉のような存在であったため、彼をよくからかっている。一方、逆に攻められると慌てふためく純情な一面がある。家事は得意で両親不在の末晴の家に通い面倒を見ていた。味覚が独特で他者が食べられるものが作れない。また、名前に「黒」が入っているため、昔から「黒」が付く悪口などの言葉を嫌う。
名前の由来は『ファイアーエムブレム』の登場キャラクターのシーダ。
『このライトノベルがすごい!』女性キャラクター部門では2021年版で8位を獲得している。
可知 白草（かち しろくさ）
声 - 佐倉綾音
本作のメインヒロインの一人。二年B組。末晴の初恋の人。愛称は「シロ」。白詰草の髪飾りを付けており、名前はそこからきている。群青同盟での役職名は「ポンコツ」。
芥見賞受賞の現役女子高生作家にしてスタイル抜群の美少女であることから学園のアイドルとして人気を博している。周囲から「清楚系クール」という印象を抱かれているが、それは過去に末晴への復讐として演じ始めたものであり、本当の性格は優しく素直で泣き虫。また、抜けている所も多々見られるため、同盟のメンバーからは「ポンコツ」と評されている。雛菊のファン。
群青同盟では高い知識と構成力を使用して主に脚本と演出を担当する。
名前の由来は『ファイアーエムブレム』の登場キャラクターのカチュア。
桃坂 真理愛（ももさか まりあ）
声 - 大西沙織
本作のメインヒロインの一人。末晴達の後輩。愛称は「モモ」。群青同盟の名付け親。群青同盟での役職名は「客寄せパンダ」。
子役時代に末晴と共演したことを機に兄妹同然の間柄となっており、彼女にとって末晴が初恋の相手となった。現在ではテレビで有名な女優であり「理想の妹」と言われている。子役の頃は口が悪く、他人を信じない性格だったが、今では表向きには清純で明るい性格を装っている。本当の性格は頭が良く、自らの言動で他人が振り回されているのが好きという腹黒さを持つ。幼い頃に両親に見捨てられ、姉の絵里に親同然に育てられたため、仕事の遠征時には寂しくなり、電話をしてしまうほど姉の事が好き。
名前の由来は『ファイアーエムブレム』の登場キャラクターであるミネルヴァの妹のマリア。
甲斐 哲彦（かい てつひこ）
声 - 島﨑信長
末晴の親友。二年B組。容姿は良いものの癖のある人物で末晴を巡る状況を楽しんでいる。見かけはイケメンでモテるが性格が悪いため、クラスの女子からは最低な扱いを受けている。しかし、当の本人はそんな様子を気にしていない。元天才子役である末晴のことを特別視しない数少ない存在。後輩である玲菜とは仲が良く、ピザを買ってこさせるなど、ことあるごとによく便利屋として利用している。群青同盟での役職名は「だいたいこいつのせい」。
阿部の目論見をわかった上で協力的に動いたり、世間の目が向くように誘導して告白祭の内容を秘密裏に公開するなどの打算的な性格で、事態を面白くするためなら手段を選ばない。群青同盟では主に撮影や動画編集を担当する他、裏で各所の根回し等も行っている。
ハーディ・瞬の実子で玲菜とは異母兄妹に当たる。父とは確執があり、関係を末晴たちにも明かしていない。
名前の由来は『ファイアーエムブレム』の登場キャラクターのカイン。

#### その他の生徒
阿部 充（あべ みつる）
声 - 寺島拓篤
三年A組の男子生徒で白草の幼なじみでもある美青年。父・肇（はじめ）が俳優で、充本人も俳優デビューしている。実は子役・丸末晴の大ファンであり、演技の道から遠ざかっている末晴を再び演技の道に戻したいと願っており、その為なら悪役を演じることも厭わない好青年。白草の嘘に加担した以降は密かに哲彦と接触して、末晴たちの関係の進展具合を探ったりもしている。卒業後は慶旺大学へのAO入学が決まっている。
名前の由来は『ファイアーエムブレム』の登場キャラクターのアベル。
浅黄 玲菜（あさぎ れな）
声 - 高柳知葉
末晴達の一年後輩で真理愛と同級生。群青同盟の準メンバーで主にカメラでの撮影を引き受けている。一人称は「あっし」で語尾に「ッス」を付け、末晴のことは「パイセン」と呼ぶ。何でも屋を行っていて名刺も作っており、お金次第では何でも請け負う。末晴が一瞬で目を奪われるほどの爆乳。
実は哲彦の異母妹である。
峰 芽衣子（みね めいこ）
声 - M・A・O
白草の友人で末晴たちのクラスメート。ぽっちゃり体型の女子。白草の本当の性格を知っており、ことあるごとに彼女に付き添ってサポートを行っている。
大良儀 紫苑（おおらぎ しおん）
声 - 本渡楓
白草の専属メイドにして末晴達の同級生。眠たそうな目をしており、メイドらしからぬ落ち着きのない幼い言動をしている。幼くして身寄りを失ったことから可知家に引き取られ、白草と姉妹同然に育つ。その為、彼女に対する情が深い一方で末晴のことをよく思っておらず、会う度に容赦ない罵声を浴びせている。
恵須川 橙花（えすかわ とうか）
黒羽の友人で生徒会副会長を務めている。紫苑のクラスメート。背が高くスレンダーな飾り気のない美人で、真面目でありながら相手を頭ごなしに否定しない優しさも持つため皆に信頼されており、密かにファンも多い。兄の影響で始めた剣道の腕は、穂積野高校剣道部のメンバー内で唯一の県大会レベルに匹敵する。
群青同盟の人気が向上するに伴い表立って行動をはじめた末晴のファン達が暴走しないように纏めるため、末晴のファンクラブ会長を引き受けた。
小熊（おぐま）
二年H組。野球部キャプテン。 黒羽を敬愛しており、ファンクラブ「ヤダ同盟」を立ち上げる。
那波（なば）
二年F組。テニス部部長。白草を敬愛しており、ファンクラブ「絶滅会」を立ち上げる。
ジョージ
三年A組。イギリス出身でアニメ研究部の元部長。真理愛を敬愛しており、ファンクラブ「お兄ちゃんズギルド」を立ち上げる。
飯山 鈴（いいやま りん）
生徒会長。通称「マリン」。一人称は「うち」。一見ギャルだが、とてもフレンドリーな性格。「男女関係とはゲームである」という考えから、容赦なく冗談を言う小悪魔な部分があり、そのため橙花から怒られることがある。しかし見てくれ以上に、生徒会長として職務には忠実である。

### 主要人物の家族
志田 道鐘（しだ みちかね）
志田姉妹の父。大学教授。末晴の父・国光とは幼なじみ。大らかな性格でいつも微笑んでおり、末晴曰く「怒ったところを見たことがない」。
志田 銀子（しだ ぎんこ）
声 - 森谷彩子
志田姉妹の母。看護師。身長：170cm。
一人称が「あたい」で蓮っ葉な口調と夫とは対称的に豪快な性格だが、個性が強い四姉妹を育ててきたため、礼儀についてはしっかりしている。猫アレルギー。末晴の母・有紗と仲が良く、母親を早くに失った末晴を気遣い、母親代わりを担ってくれている。
志田 碧（しだ みどり）
声 - 藤田茜
志田家の次女。中学3年生。ボーイッシュなショートカットをした美少女で身長が170cmと姉妹の中で最も背が高く胸も姉妹の中で一番大きいが無自覚なため薄着をしていることが多い。テニスをするなど運動神経抜群で男勝りな性格から男性以上に女性にモテることが本人にとっての悩み。
母親に似て気性が荒く口も悪い一方で繊細な一面を見せることもある。初対面時にからかわれた真理愛の事を嫌う一方、白草と意気投合する。
志田 蒼依（しだ あおい）
声 - 島袋美由利
志田家の三女で朱音の双子の姉。朱音とは違いタレ目。中学1年生。美術部所属。腰まである長い髪をツインテールにしており、小柄で上の二人に比べると胸はまだ発展途上。清楚で女の子らしく裁縫が趣味だったり可愛いものや甘いものに目がなく、優しすぎて自分のことを後回しにしてしまうほど優しい性格でとても気が利く。朱音の一番の理解者でもあり、彼女から厚く信頼を寄せられている。末晴に好意を抱くも姉妹に対する遠慮や恋敵が強敵揃いという状況から踏み出せずにいる。
志田 朱音（しだ あかね）
声 - 日岡なつみ
志田家の四女で蒼依の双子の妹。蒼依とは違いつり目。中学1年生。腰まである緩やかにウェーブした髪とメガネが特徴的。身長は蒼依と同様に小柄。姉たちと異なり、他人への関心が薄く人付き合いが淡泊。口調も抑揚が少なく合理主義者的雰囲気が漂っている。ただし、姉たちや末晴が困っている時に相談に乗ったり捨てられていた猫を保護したりと優しい面もある。末晴に好意を抱いている。姉妹で最も成績優秀であり、小学時代に数検一級を取っている。
可知 総一郎（かち そういちろう）
声 - 稲田徹
白草の父親。製薬会社の社長。阿部の父・肇とは友人。男手一つで娘を育ており、多忙ながらも暖かく見守っている。幼い頃ひきこもりがちだった彼女を心配し、末晴と出会わせた。また身寄りを亡くした紫苑を引き取るなど情に厚い。
ハーディ・プロと群青同盟のCM勝負以降は、群青同盟に関する法律等の支援も行う。群青同盟のメンバーに対しても情報を全て調査した上であくまで中立的に振る舞い、末晴に関する恋愛関係についても娘の白草を贔屓すること無く接する。
桃坂 絵里（ももさか えり）
声 - 髙橋ミナミ
真理愛の姉で明知大学2年生。妹とは逆にショートヘアで活発、胸も大きい。お酒を飲んでいる時などは特に末晴曰く「ゆるかわ大学生」な年相応の様子を見せるが、17歳の時から真理愛を母親替わりに育ててきたため、礼儀に関してはしっかりしている。育児放棄した両親に変わり、幼い真理愛のために進学を諦め、働きに出て生活を支えていた。その後、真理愛が芸能界で売れっ子になり学費を援助してくれたことで進学が叶う。それでも妹を思い、生活のためにアルバイトをしている。
ニーナ・ハーディ
哲彦と玲菜の祖母。ハーディ・プロの創業者で、末晴や真理愛を見出し、末晴達には「ニーナおばちゃん」と慕われている。体調を崩したことを機に息子に会社を譲り、夫と共に世界を旅行する。
ハーディ・瞬（ハーディ・しゅん）
声 - 高木渉
哲彦と玲菜の実父。ハーディ・プロの社長。趣味の悪い紫色のスーツを着ているが、人の才能を見抜く点においては天才的。母・ニーナや息子・哲彦と関係が冷え切っている。
甲斐 清彦（かい きよひこ）
哲彦の叔父。ジャズ喫茶＆バー「smoking gun」を営む。
真理愛の両親
水商売を生業としていたが、年々稼げなくなり、娘たちに辛く当たるようになる。娘たちが家を出た後、借金で立ち行かなくなって芸能界で売れっ子となった真理愛に接触を図るも、ニーナ・ハーディに阻止された。
後にハーディ・プロを抜けて後ろ盾を失った真理愛に迫り、金を無心している。

### その他の人物
虹内・キルスティ・雛菊（にじうち・キルスティ・ひなぎく）
アポロンプロダクション所属のアイドル。
日本人とフィンランド人のハーフで通称『日欧妖精』。
志摩 頼沙（しま らいさ）
慶旺大学演劇サークル「茶船」の代表。
上出 のどか（かみで のどか）
「NODOKA」の芸名で活動する女優。
慶旺大学卒業生で「茶船」のOG。
間島 陸（まじま りく）
六条中学の三年男子。
180cmを超える長身でリーゼント頭という外見と数々の問題行動から不良として名を轟かせている。朱音に好意を抱き告白するものの、答えを保留された上に振られてしまう。後に朱音が誹謗中傷をネットの掲示板に書かれる被害を受け、容疑者として疑いの目を向けられる。
見てくれから誤解を招きやすいが、「体制に逆らっても自分を貫く」という志があり、その考えから父親にもらった不良マンガの影響でリーゼントにした。末晴のファンで、「舎弟にして欲しい」と思っている。
徳山（とくやま）
六条中学の三年男子で、朱音の非公式ファンクラブ「レッドアカデミー」のまとめ役。他学年や女子生徒の間では悪い噂のない生徒だが、同学年の男子には「じゃれているだけ」とイジメを働き、裕福な家庭育ちを活かして金を積んでなかったことにしようとする底意地の悪い人物。

## 用語
群青同盟
エンタメ同好会を元とした動画作成・配信を行う部活。立案者は甲斐哲彦。命名者は桃坂真理愛。作成した動画は「群青チャンネル」に上げられる。
役職
正式メンバーと準メンバーがあり、それぞれ権限と義務が異なる。
正式メンバー
権限は『企画の提案権』『企画への投票権』『企画の拒否権』。義務は『企画への参加』。
どうしても参加出来ない場合は予めその旨を伝えた上で投票自体に参加しない事が条件。
企画は誰かが提案し、無記名投票による多数決で決定。決定した企画には必ず参加しなければならない。ただし、記名し拒否権を誰かが使用した場合は企画自体がボツとなる。
企画は同じものや関連した内容については同一月に1回しか提案できない。また、拒否権についての使用も1人につき1月に1度しか使用できない。
新規の正式メンバー及び後述する準メンバーの採用も企画同様正式メンバーの多数決で決まり拒否権の使用も可能。メンバーの採用に関しては拒否権の使用回数制限は無し。
準メンバー
企画毎に参加するメンバーであり、いわゆるお試しメンバー。権限及び義務はなし。
提案も投票もできず、企画が決定後に参加の有無を確認してその企画にのみ参加する。正式メンバーとは異なり校外からの参加も可能。

告白祭
私立穂積野高校文化祭で行われる生徒会主催のイベント。正式名は『男子高校生の叫び』。
文化祭の体育館のステージで、バレンタインとは逆に男子高校生が好きな女子に告白を行う。
覚悟がかなり必要な一方、大勢の前で告白されることにより一種の吊り橋効果で冷静な思考ができずに女生徒が受けることが多いためカップル成立率がかなり高く、全生徒の前で付き合った関係から別れにくいとされている。
元々はあるテレビ番組の企画を元にして7年前にカリスマ生徒会長が考えたもので、「男子にも告白を後押しする機会を与えたい」という考えから始まった。
チャイルド・スター
本作開始の7年前に流行したドラマ及びそのエンディング曲。歌手はアシッドスネーク。
現在売上ナンバーワンとされているアシッドスネークの出世作であり、「ロックの格好良さ」を全面に打ち出したダンスナンバー。当時エンディングで天才子役である丸末晴が背を向けた状態から振り向き視聴者の視線を釘付けにするようなダンスを見せたことから話題となり、ドラマは視聴率30%を超える怪物番組となった。
内容が「夢をめざしてあがく少年の気持ち」を歌っていることから、「夢を叶える=好きな子を手に入れる」と解釈され、ラブソングとして2度ほど告白祭で歌われたこともある。
チャイルド・キング
天才子役・丸末晴の最終出演作にして、平均視聴率20%超えの「チャイルド・スター」シリーズ作品のドラマ。チャイルド・スターシリーズでありながら同シリーズの主演である末晴を起用している部分以外は完全に別の作品。主人公の仲間となるデイトレーダーの小学生として桃坂真理愛も共演していた。
当時は成長後の姿は末晴ではなく別の俳優が演じていたが、群青同盟は実際に17歳となった末晴と成長した真理愛を利用して「真・エンディング」としての撮影を行った。

六条中学校
末晴と黒羽の出身中学。現在は碧たちが通っている。
朱音の派閥「レッドアカデミー」、蒼依の派閥「ブルーオーシャン」、碧の派閥「グリーンボンバー」という3つの非公式ファンクラブが存在する。

## 既刊一覧

### 小説
- 二丸修一（著）・しぐれうい（イラスト） 『幼馴染みが絶対に負けないラブコメ』 KADOKAWA〈電撃文庫〉、全13巻
  1. 2019年6月8日初版発行（同日発売[21]）、ISBN 978-4-04-912524-5
  2. 2019年10月10日初版発行（同日発売[22]）、ISBN 978-4-04-912852-9
  3. 2020年2月7日初版発行（同日発売[23]）、ISBN 978-4-04-912899-4
  4. 2020年6月10日初版発行（同日発売[24]）、ISBN 978-4-04-913213-7
  5. 2020年10月10日初版発行（同日発売[25]）、ISBN 978-4-04-913371-4
  6. 2021年2月22日初版発行（同日発売[26][27]）、ISBN 978-4-04-913496-4 / ISBN 978-4-04-913497-1（ドラマCD付き特装版）
  7. 2021年4月10日初版発行（4月9日発売[28]）、ISBN 978-4-04-913736-1
  8. 2021年6月10日初版発行（同日発売[29]）、ISBN 978-4-04-913737-8
  9. 2022年2月10日初版発行（同日発売[30]）、ISBN 978-4-04-913737-8
  10. 2022年10月10日初版発行（10月7日発売[31]）、ISBN 978-4-04-914227-3
  11. 2023年6月10日初版発行（6月9日発売[32])、ISBN 978-4-04-914808-4
  12. 2024年3月8日発売[33]、ISBN 978-4-04-915133-6
  13. 2025年2月7日発売[8]、ISBN 978-4-04-915704-8

### 漫画
『月刊コミックアライブ』（KADOKAWA）にて井冬良による漫画版が2020年1月号から2024年7月号まで連載されたほか、同誌にて葵季むつみによるスピンオフ漫画『幼なじみが絶対に負けないラブコメ お隣の四姉妹が絶対にほのぼのする日常』が2021年3月号から2023年1月号まで連載された。
公式Twitterアカウントでは、毎週水曜日に、スピンオフとしてコミック＆イラストのオリジナルコンテンツ『水曜日のおさまけ』（#水曜日のおさまけ）が2020年5月13日から2021年5月26日まで投稿・連載されていた。作画は豚もう。
- 井冬良（漫画）・二丸修一（原作）・しぐれうい（キャラクター原案） 『幼なじみが絶対に負けないラブコメ』 KADOKAWA〈MFコミックス アライブシリーズ〉、全8巻
  1. 2020年5月23日初版発行（同日発売[37]）、ISBN 978-4-04-064697-8
  2. 2021年2月22日初版発行（同日発売[38][39]）、ISBN 978-4-04-680003-9 / ISBN 978-4-04-680004-6（ドラマCD付き特装版）
  3. 2021年4月23日初版発行（同日発売[40]）、ISBN 978-4-04-680385-6
  4. 2021年11月22日初版発行（同日発売[41]）、ISBN 978-4-04-680870-7
  5. 2022年10月21日初版発行（同日発売[42]）、ISBN 978-4-04-681769-3
  6. 2023年3月23日初版発行（同日発売[43]）、ISBN 978-4-04-682247-5
  7. 2023年11月22日初版発行（同日発売[44]）、ISBN 978-4-04-682747-0
  8. 2024年8月23日初版発行（同日発売[45]）、ISBN 978-4-04-683639-7

- 葵季むつみ（漫画）・二丸修一（原作）・しぐれうい（キャラクター原案） 『幼なじみが絶対に負けないラブコメ お隣の四姉妹が絶対にほのぼのする日常』 KADOKAWA〈MFコミックス アライブシリーズ〉、全3巻
  1. 2021年5月21日発売[46]、ISBN 978-4-04-680386-3
  2. 2022年2月22日売売[47]、ISBN 978-4-04-680869-1
  3. 2023年3月23日売売[48]、ISBN 978-4-04-682248-2

- 豚もう（漫画）・二丸修一（原作）・しぐれうい（キャラクター原案） 『水曜日のおさまけ』 KADOKAWA〈MFコミックス アライブシリーズ〉、2021年6月23日発売[49]、ISBN 978-4-04-680404-4

- 二丸修一（原作）・しぐれうい（キャラクター原案） 『幼なじみが絶対に負けないラブコメ コミックアンソロジー』 KADOKAWA〈MFコミックス アライブシリーズ〉、2021年6月23日発売[50]、ISBN 978-4-04-680464-8

## テレビアニメ
2020年10月にテレビアニメ化が発表され、2021年4月から6月までAT-Xほかにて放送された。
原作者の二丸はシナリオ会議にはすべて出席し、脚本への指摘やコンテのチェックなども行なう形で関わっている。しかし二丸は、一度は2話まで視聴で挫折、その後4話まで視聴で完全挫折、文庫本が1巻だけで22ヶ月で19回重版（全巻なら54回）したが、アニメ後は3年で0回、その結果半年筆を折る程に、アニメ化は失敗に終わったと評価した。

### スタッフ
- 原作 - 二丸修一[10]
- 原作イラスト - しぐれうい[10]
- 監督・メインキャラクターデザイン - 直谷たかし[10]
- 副監督 - 浅見松雄[10]
- 監督補佐 - 金成旻[55]
- シリーズ構成 - 冨田頼子[10]
- キャラクターデザイン - 曾我篤史[10]
- プロップデザイン - 松本恵[10]、小倉寛之[10]
- 美術監督 - 田尻健一[55]
- 色彩設計 - 真壁源太[10]
- 撮影監督 - 杉浦誠一[10]
- 編集 - 坪根健太郎[10]
- 音響監督 - 本山哲[10]
- 音響制作 - デルファイサウンド[10]
- 音楽 - Akiyoshi Yasuda[10]
- 音楽プロデューサー - 水鳥智栄子[55]
- 音楽制作 - KADOKAWA[10]
- プロデューサー - 元長聡[55]、黒川雄一朗[55]、飯塚彩[55]、鎌田肇[55]、内山祐紀[55]、外川明宏[55]、有水宗治郎[55]、日比隆博[55]
- 制作プロデューサー - 関根大起[55]
- アニメーション制作 - 動画工房[10]
- 製作 - おさまけ製作委員会[10]

### 主題歌
「Chance! & Revenge!」
安月名莉子によるオープニングテーマ。作詞・作曲・編曲は涼木シンジ。
「戦略的で予測不能なラブコメディのエンディング曲」
志田黒羽（水瀬いのり）と可知白草（佐倉綾音）によるエンディングテーマ。作詞・作曲・編曲は橘亮祐と篠崎あやと。
「パラダイスSOS」
志田黒羽（水瀬いのり）・可知白草（佐倉綾音）・桃坂真理愛（大西沙織）による第9話エンディングテーマ。作詞・作曲は山本恭平、編曲は河合泰志。
「チャイルド・スター」
劇中バンド「アシッドスネーク」によるイメージソングであり、丸末晴が主演を務める劇中ドラマ『チャイルド・スター』のエンディングテーマとなっている。作詞・作曲はANCHOR、編曲はZiNGとANCHOR、ボーカルはSiN。
第3話では丸末晴（松岡禎丞）と阿部充（寺島拓篤）が告白祭で歌っている。編曲はANCHOR。
「スプリングルズ・サワークリーム」
伊東歌詞太郎による挿入歌。作詞・作曲も伊東歌詞太郎が担当。編曲はakkin。
「ナルコレプシー」
SiNによる挿入歌。作詞・作曲・編曲はANCHOR。作曲にはNob、編曲にはZiNGと瀬恒啓が加わる。

### 各話リスト
| 話数   | サブタイトル                     | 脚本     | 絵コンテ   | 演出                | 作画監督                                                                     | 総作画監督                          | 初放送日       |
| ------ | -------------------------------- | -------- | ---------- | ------------------- | ---------------------------------------------------------------------------- | ----------------------------------- | -------------- |
| 第1話  | 幼なじみが絶対に負けないラブコメ | 冨田頼子 | 直谷たかし | 浅見松雄            | 小倉寛之 橋口隼人 山本恭平                                                   | 熊谷勝弘                            | 2021年 4月14日 |
| 第2話  | 彼と彼女と彼女の事情             | 冨田頼子 | 金成旻     | 金成旻              | 平塚智哉 立口徳孝 ウクレレ善似郎                                             | 曾我篤史                            | 4月21日        |
| 第3話  | 我、初恋復讐完了す               | 冨田頼子 | 直谷たかし | 大空茜音 直谷たかし | 立口徳孝 小倉寛之 平塚知哉                                                   | 平塚知哉                            | 4月28日        |
| 第4話  | 桃坂真理愛襲来                   | 久尾歩   | 白幡良志之 | 白幡良志之          | Kang Hyeon-guk Shin Seong-min Park Sang-ho Hwang Seong-won 立口徳孝 平塚知哉 | 曾我篤史                            | 5月5日         |
| 第5話  | 記憶カケル少女                   | 久尾歩   | 西田正義   | 浅見松雄            | 小倉寛之 橋口隼人 中島大智 舘崎大 山﨑輝彦                                   | 曾我篤史                            | 5月12日        |
| 第5話  | タコさんウインナーの罠           | 久尾歩   | 西田正義   | 浅見松雄            | 小倉寛之 橋口隼人 中島大智 舘崎大 山﨑輝彦                                   | 曾我篤史                            | 5月12日        |
| 第6話  | 最後に笑う者                     | 高木聖子 | 西田正義   | 浅見松雄            | 立口徳孝 Zearth Sato 曾我篤史 小倉寛之 中島大智 寿門堂                       | 平塚知哉                            | 5月19日        |
| 第7話  | そうだ、沖縄へ行こう！           | 冨田頼子 | 金成旻     | 金成旻              | Kang Hyeon-guk Shin Seong-min Kim Jong-beom Kim Eun-sook Kim Da-hui          | 曾我篤史                            | 5月26日        |
| 第8話  | 逆襲の白草                       | 高木聖子 | 白幡良志之 | 浅見松雄            | 小倉寛之 橋口隼人 中島大智 寿門堂                                            | 曾我篤史                            | 6月2日         |
| 第9話  | パラダイスSOS                    | 久尾歩   | 荒井省吾   | 荒井省吾            | 小倉寛之 橋口隼人 寿門堂                                                     | 熊谷勝弘                            | 6月9日         |
| 第10話 | 乙女たちの密談                   | 高木聖子 | 西田正義   | 浅見松雄 金成旻     | Kang Hyeon-guk Hwang Seong-won                                               | 曾我篤史                            | 6月16日        |
| 第11話 | あの日のわたしをつかまえて       | 久尾歩   | 金成旻     | 金成旻              | 立口徳孝 中島大智 寿門堂                                                     | 平塚知哉                            | 6月23日        |
| 第12話 | おさかの                         | 冨田頼子 | 直谷たかし | 直谷たかし          | 立口徳孝 中島大智 小倉寛之 橋口隼人 寿門堂                                   | 曾我篤史 熊谷勝弘 平塚知哉 永井克人 | 6月30日        |

### 放送局
| 放送期間                | 放送時間                     | 放送局     | 対象地域 | 備考                                 |
| ----------------------- | ---------------------------- | ---------- | -------- | ------------------------------------ |
| 2021年4月14日 - 6月30日 | 水曜 21:00 - 21:30           | AT-X       | 日本全域 | 製作参加 / CS放送 / リピート放送あり |
| 2021年4月15日 - 7月1日  | 木曜 0:00 - 0:30（水曜深夜） | サンテレビ | 兵庫県   | 製作参加                             |
|                         | 木曜 1:05 - 1:35（水曜深夜） | TOKYO MX   | 東京都   |                                      |
|                         |                              | KBS京都    | 京都府   |                                      |
|                         | 木曜 2:35 - 3:05（水曜深夜） | テレビ愛知 | 愛知県   |                                      |
|                         | 木曜 23:00 - 23:30           | BS11       | 日本全域 | BS放送 / 『ANIME+』枠                |

| 配信開始日            | 配信時間                       | 配信サイト |
| --------------------- | ------------------------------ | --- |
| 2021年4月15日         | 木曜 0:00（水曜深夜） 更新     | dアニメストア |
| 2021年4月18日         | 日曜 0:00（土曜深夜） 更新     | ABEMA |
| 2021年4月20日以降順次 | 火曜 0:00（月曜深夜）以降 更新 | GYAO! niconico ひかりTV FOD バンダイチャンネル Hulu Amazonプライム・ビデオ J:COMオンデマンド TELASA アニメ放題 U-NEXT Rakuten TV DMM.com ビデオマーケット HAPPY!動画 クランクイン！ビデオ ムービーフルplus |

### BD / DVD
| 巻 | 発売日         | 収録話          | 規格品番   | 規格品番   | 規格品番   |
| 巻 | 発売日         | 収録話          | BD限定版   | BD通常版   | DVD通常版  |
| -- | -------------- | --------------- | ---------- | ---------- | ---------- |
| 1  | 2021年7月28日  | 第1話 - 第3話   | ZMXZ-14871 | ZMXZ-14881 | ZMBZ-14891 |
| 2  | 2021年8月25日  | 第4話 - 第6話   |            | ZMXZ-14882 | ZMBZ-14892 |
| 3  | 2021年9月29日  | 第7話 - 第9話   | ZMXZ-14883 | ZMBZ-14893 |            |
| 4  | 2021年10月27日 | 第10話 - 第12話 | ZMXZ-14884 | ZMBZ-14894 |            |

### 動画企画
作中にも登場する用語の「群青チャンネル」と題された動画コンテンツ企画が2021年4月8日に開始された。キャスト陣による、企画や各話見どころなどが、YouTubeチャンネルの「KADOKAWAanime」で2021年6月28日にかけて毎週更新された。

### 添い寝セット
「『幼なじみが絶対に負けないラブコメ』添い寝セット」として抱き枕カバーとドラマCDのセットが、2021年5月上旬から7月上旬にかけて予約販売され、同年9月10日に発送された。志田黒羽、可知白草、桃坂真理愛の3種。ドラマCDは各キャラ大体15分ほど。

## 宣伝

### 書籍PV
アニメ化前のPVに第1弾と第2弾があり、それぞれがYouTubeの電撃文庫チャンネルで公開されている。
映像内でヒロインのCVを務めた3人は、アニメでもそのままCVを担当することとなった。なお、第1弾公開時は真理愛役の大西沙織の名前は伏せられ、当てられた声だけが情報として出ていた。
テレビアニメ放送中の時期には、「電撃文庫朗読してみた」という企画で松岡禎丞による短めの朗読も配信された。

### 帯
各巻の帯には、以下の内容が四弾に分かれて書かれている。
- 第一弾：作品紹介（1巻のみ）
- 第二弾：有名声優による推薦コメント（1、2、4巻）
  - 1巻：佐倉綾音
  - 2巻：水瀬いのり
  - 4巻：大西沙織

佐倉、水瀬は書籍PV第1弾と同時に帯コメントを担当した。
- 第三弾：澤村・スペンサー・英梨々による推薦コメント[68]（3巻のみ）

『冴えない彼女の育てかた』に登場するキャラクター、澤村・スペンサー・英梨々による推薦コメント。この作品の劇場版『冴えない彼女の育てかた Fine』の特典小説には、英梨々がおさまけの名前を出して好評価するシーンがある。
実際には、作者の丸戸史明、イラストの深崎暮人による推薦コメントである。
そしてアニメでの英梨々のCVは大西沙織であり、おさまけ3巻の後に刊行された4巻では、大西本人の推薦コメントが帯に書かれている。
- 第四弾（アニメ化発表後）：アニメ化宣伝（既刊全巻）